# Печери Габону
Список печер Габону (в дужках вказано протяжність і глибину печер).
Відомо кілька обводнених печер у доломітах: Кессінугу (1552 м), Ластуревіль (1352 м), Бонголо (1150 м) та ін. Є порожнини у пісковиках і залізистих кварцитах (печера Фоконьє включає в себе зал площею 100 м2).

## Алфавітний список
- Бонголо (1150 м)
- Кессінугу (1552 м)
- Ластуревіль (1352 м)
- Фоконьє